# Liste der Baudenkmale in Gutow
In der Liste der Baudenkmale in Gutow sind alle denkmalgeschützten Bauten der Gemeinde Gutow (Mecklenburg-Vorpommern) und ihrer Ortsteile aufgelistet (Stand 10. Februar 2021). 

## Legende
In den Spalten befinden sich folgende Informationen:
- ID-Nr: Die Nummer wird von den Denkmalämtern der Landkreise vergeben. Wenn sie nicht bekannt ist, bleibt die Spalte leer. In dieser Spalte kann sich zusätzlich das Wort Wikidata befinden, der entsprechende Link führt zu Angaben zu diesem Denkmal bei Wikidata.
- Lage: die Adresse des Denkmales und die geographischen Koordinaten.
Link zu einem Kartenansichtstool, um Koordinaten zu setzen. In der Kartenansicht sind Denkmale ohne Koordinaten mit einem roten bzw. orangen Marker dargestellt und können in der Karte gesetzt werden. Denkmale ohne Bild sind mit einem blauen bzw. roten Marker gekennzeichnet, Denkmale mit Bild mit einem grünen bzw. orangen Marker.
- Bezeichnung: Bezeichnung, so wie sie in den offiziellen Listen der Denkmalämter steht. Ein Link hinter der Bezeichnung führt zum Wikipedia-Artikel über das Denkmal. Wenn die Bezeichnung der Denkmalämter inhaltlich fehlerhaft ist, ist in der Spalte „Beschreibung“ darauf hinzuweisen.
- Beschreibung: Beschreibung des Denkmales
- Bild: ein Bild des Denkmales und gegebenenfalls einen Link zu weiteren Fotos des Denkmals im Medienarchiv Wikimedia Commons

## Baudenkmale nach Ortsteilen

### Gutow
| ID   | Lage                          | Bezeichnung                                                                                           | Beschreibung | Bild                                                                                                  |
| ---- | ----------------------------- | --- | ------------ | --- |
| 1868 | Goldberger Straße 3 (Karte)   | Gaststätte                                                                                            |              | |
| 1869 | Inselsee-Weg 13/14/15 (Karte) | Schule mit Scheune                                                                                    |              | |
| 1871 | Goldberger Straße 16 (Karte)  | Wohnhaus                                                                                              |              | Wohnhaus                                                                                              |
| 1872 | Goldberger Straße 4 (Karte)   | Gedenkstein an den Brand und Wiederaufbau 1933/34                                                     |              | Gedenkstein an den Brand und Wiederaufbau 1933/34                                                     |
| 1873 | Am Weinberg 1/2/3/4 (Karte)   | Wohnhaus, Park, Wasserturm kombiniert mit Schweine, Pferde- und Rinderstall sowie Güstrower Postpumpe |              | Wohnhaus, Park, Wasserturm kombiniert mit Schweine, Pferde- und Rinderstall sowie Güstrower Postpumpe |

### Badendiek
| ID   | Lage                               | Bezeichnung                                       | Beschreibung | Bild      |
| ---- | ---------------------------------- | ------------------------------------------------- | ------------ | --------- |
| 1202 | Am Rosenbarg 8 (Karte)             | Dreiseithof                                       |              |           |
| 1203 | Bölkower Straße (Friedhof)         | Grabmäler Eickelberg und Jenssen auf dem Friedhof |              |           |
| 1204 | Bölkower Straße (Karte)            | Kirche                                            |              | Kirche    |
| 1205 | Bölkower Straße 21 (Karte)         | Pfarrhaus                                         |              | Pfarrhaus |
| 1206 | Goldberger Chaussee 4/4a/5 (Karte) | Bauernhaus mit Scheune                            |              |           |

### Bülow
| ID   | Lage                       | Bezeichnung                                    | Beschreibung   | Bild |
| ---- | -------------------------- | ---------------------------------------------- | -------------- | ---- |
| 0574 | An der Kirche (Karte)      | Kirche mit Friedhof und Kriegerdenkmal 1914/18 |                |      |
| 0574 | An der Kirche (Karte)      | Allee zur Kirche                               | Kastanienallee |      |
| 0572 | An der Kirche 1 (Karte)    | Pfarrhaus                                      |                |      |
| 0573 | Am Hof 1 (Karte)           | Gutshaus mit Stallscheune                      |                |      |
| 0566 | Seestraße 8/10 (Karte)     | Wohnhaus                                       |                |      |
| 0567 | Seestraße 12/14/16 (Karte) | Wohnhaus                                       |                |      |
| 0568 | Seestraße 18/20/22 (Karte) | Wohnhaus                                       |                |      |
| 0571 | Seestraße 38/40 (Karte)    | Wohnhaus                                       |                |      |

### Bülower Burg
| ID   | Lage          | Bezeichnung        | Beschreibung | Bild |
| ---- | ------------- | ------------------ | ------------ | ---- |
| 1246 | Hof 3 (Karte) | Gutshaus mit Stall |              |      |

### Ganschow
| ID   | Lage                  | Bezeichnung   | Beschreibung | Bild |
| ---- | --------------------- | ------------- | ------------ | ---- |
| 1275 | Dorfstraße 18 (Karte) | Bauernhaus    |              |      |
| 1276 | Ganschow 18           | Bauernhaus    |              |      |
| 1277 | Gestüt 3              | Pferdestall 4 |              |      |
| 1278 | Gestüt 3              | Stutenstall 5 |              |      |
| 1279 | Gestüt 3 (Karte)      | Bauernhaus    |              |      |
| 1280 | Gestüt 3              | Pferdestall 3 |              |      |
| 1281 | Gestüt 4              | Pferdestall 1 |              |      |

### Schönwolde
| ID   | Lage                       | Bezeichnung                                          | Beschreibung | Bild |
| ---- | -------------------------- | ---------------------------------------------------- | ------------ | ---- |
| 2241 | Am Dorfteich 3/4/5 (Karte) | Gutsanlage mit Gutshaus, Park, Teich und Pferdestall |              |      |

## Ehemalige Denkmäler

### Gutow
| ID | Lage          | Bezeichnung | Beschreibung | Bild |
| -- | ------------- | ----------- | ------------ | ---- |
|    | Dorfstraße 43 | Wohnhaus    |              |      |

### Schönwolde
| ID | Lage | Bezeichnung                  | Beschreibung | Bild |
| -- | ---- | ---------------------------- | ------------ | ---- |
|    |      | Schweitzerwohnhaus mit Stall |              |      |

## Quelle
Denkmalliste des Landkreises Rostock A ‐ Z (Stand: 10. Februar 2021; PDF, 497 KB)